# Honda SCV 100 Lead
Der Honda SCV 100 Lead, intern als JF11 bezeichnet, ist ein Motorroller des japanischen Herstellers Honda. Er wurde in Indien gefertigt und von 2003 bis 2007 in Europa als Nachfolger des Honda Bali in der 100-cm³-Klasse verkauft. Der Listenpreis betrug in Deutschland 1640 Euro.
Außerhalb von Europa wurde er als Honda Dio vermarktet. In den USA wurde er nicht angeboten. Der Honda Dio wurde von der BBC zum „Scooter of the Year“ 2003 ernannt. Nachfolger ist seit 2008 der NHX 110 Lead (JF 19).

## Beschreibung
Der Honda Lead zeichnet sich durch seine einfache und robuste Bauweise, sein niedriges Gewicht und seine geringen Abmessungen aus.
Als Antrieb dient ein gebläseluftgekühlter Einzylinder-Viertaktmotor mit ungeregeltem Katalysator und 5,2 kW / 7 PS Leistung. Die Gemischaufbereitung erfolgt über einen Vergaser. Die Zündanlage ist als wartungsfreie kontaktlose Zündung (CDI) ausgeführt. Als Kraftübertragung kommt ein stufenloses Keilriemenautomatikgetriebe zum Einsatz, das in die Triebsatzschwinge integriert ist.
Der Roller besitzt als Fahrwerk vorn eine geschobene Kurzschwinge mit 80 mm Federweg, die auf kleine Unebenheiten sehr komfortabel anspricht, sowie 10-Zoll-Räder mit 130-mm-Trommelbremsen vorn wie hinten.
Der Lead ist mit einer Höchstgeschwindigkeit von 81 km/h als Stadtroller ausgelegt. Sein Durchschnittsverbrauch von 3,1 l auf 100 km entspricht dem vieler 50-cm³-Roller. Er ist bezogen auf die Wartung verhältnismäßig anspruchslos; als einzige Betriebsflüssigkeit neben dem Getriebeöl im Endantrieb ist lediglich das Motoröl regelmäßig zu wechseln. Zur Wartung (z. B. Einstellen des Ventilspiels oder Zündkerzenwechsel) lässt sich die Heckverkleidung nach dem Lösen von nur fünf Schrauben in eine bequeme Wartungsposition kippen.

## Ausstattung
Das kompakte Cockpit verfügt neben dem obligatorischen Tachometer und den Kontrollleuchten für Blinker und Fernlicht über eine Tankanzeige. Neben dem Kickstarter ist auch ein Elektrostarter serienmäßig verbaut. Ein Gepäckträger, ein Taschenhaken und ein kleines Helmfach, das Platz für einen Jethelm bietet, sind ebenfalls in der Ausstattung enthalten. Die Lichtmaschine erzeugt eine Leistung von 110 W. Der Scheinwerfer ist mit einer 35/35-Watt-Biluxlampe ausgestattet. Für den deutschen Markt ist eine Fahrlicht-Automatik eingebaut, d. h. das Licht ist nicht abschaltbar und schaltet sich automatisch ein, sobald der Motor läuft.

## Lackierung
Angeboten wird der Roller in folgenden Farbtönen:
- Geny Gray (grau)
- Candy Tahitian Blue (dunkelblau)
- Force Silver (silber)
- Radiant Red (hellrot)

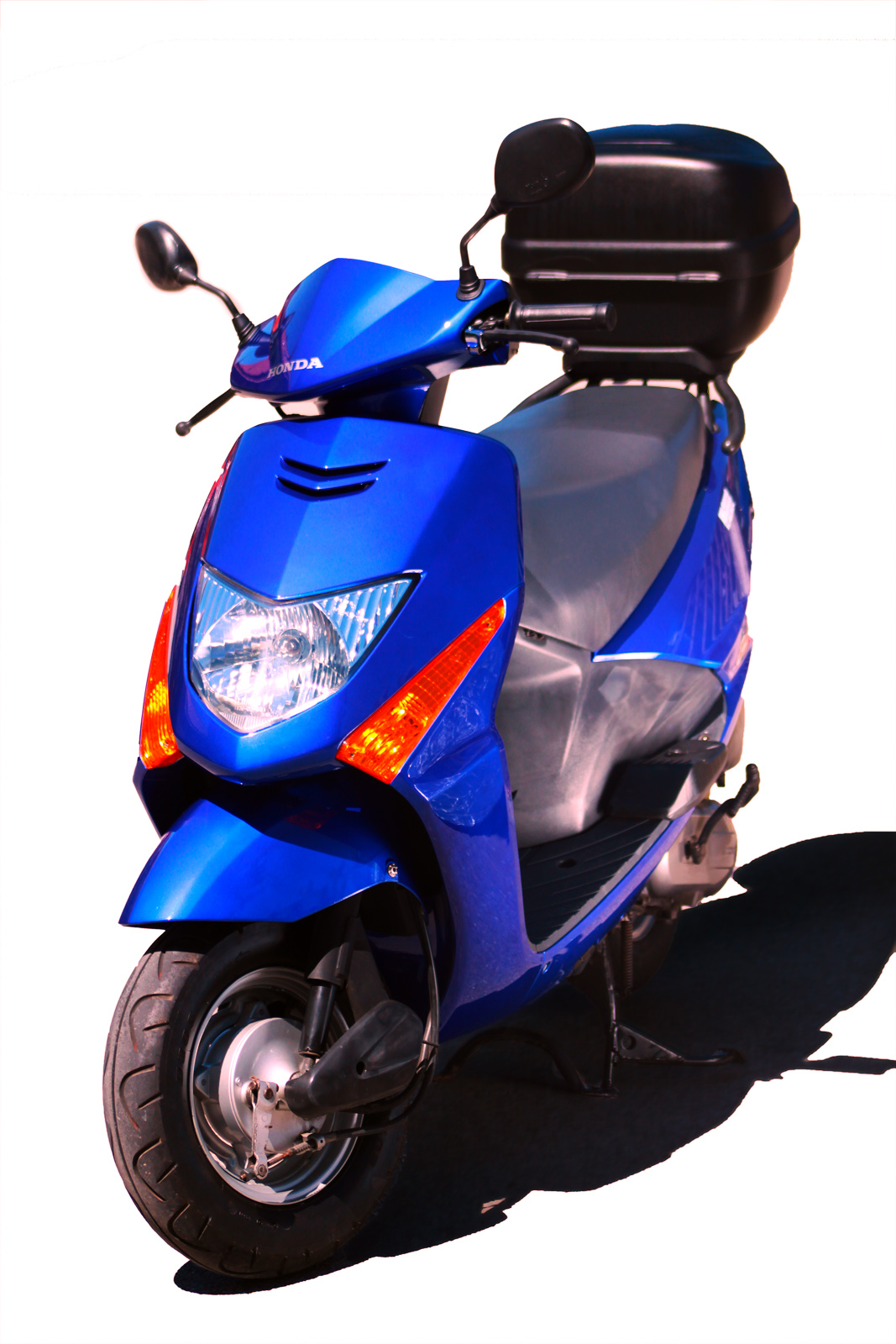
Frontansicht links
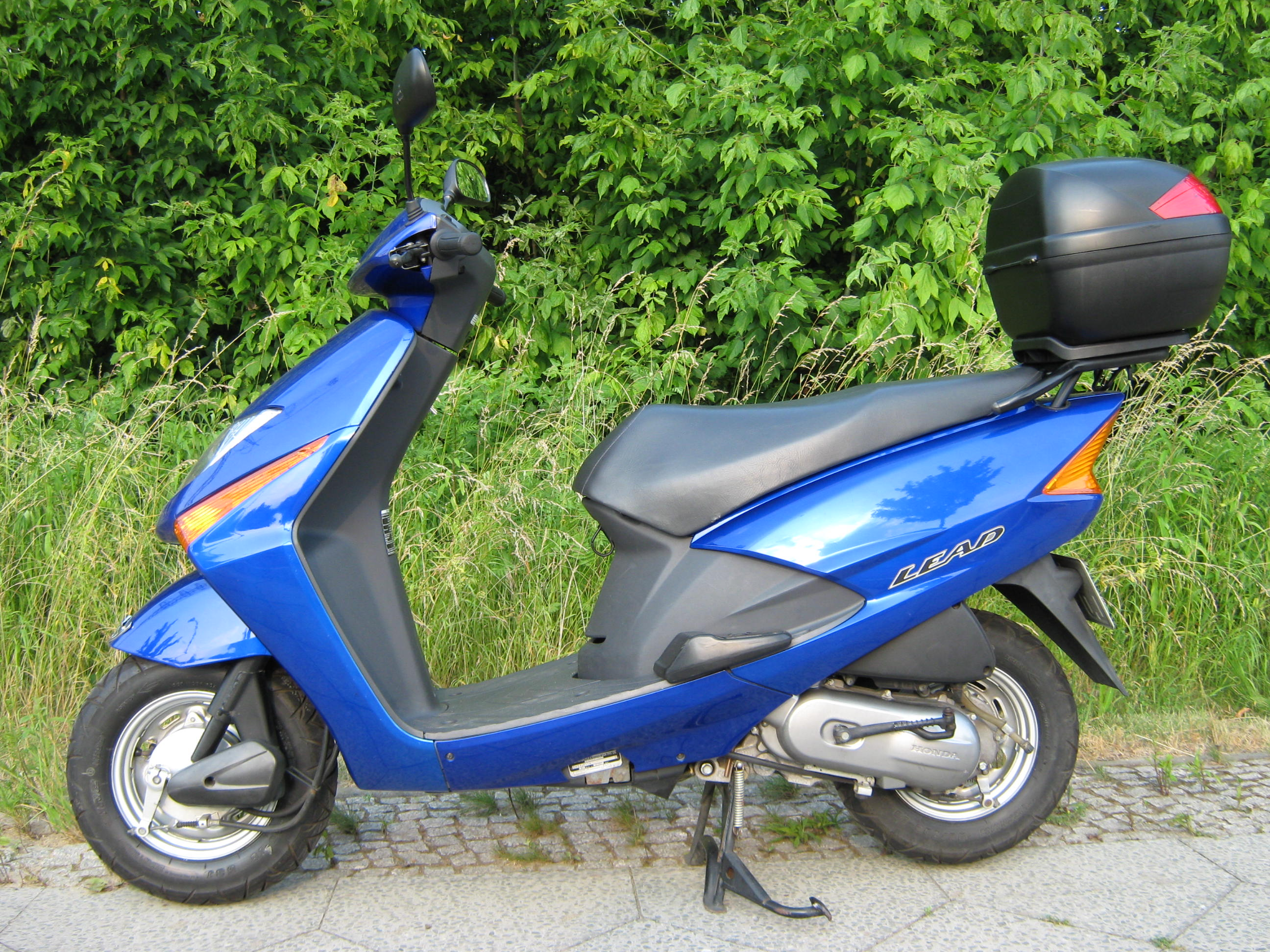
Seitenansicht links
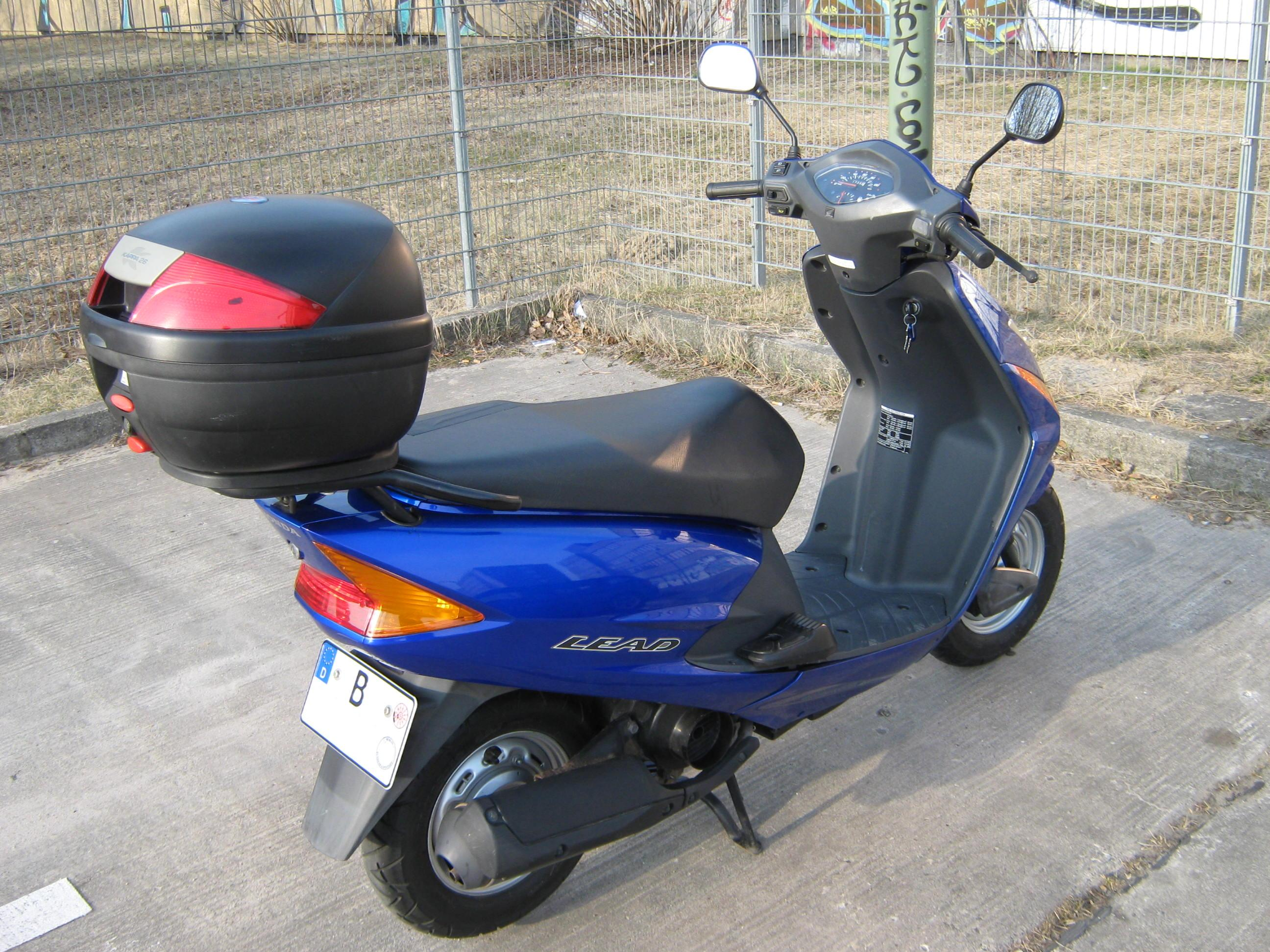
Profilansicht hinten rechts
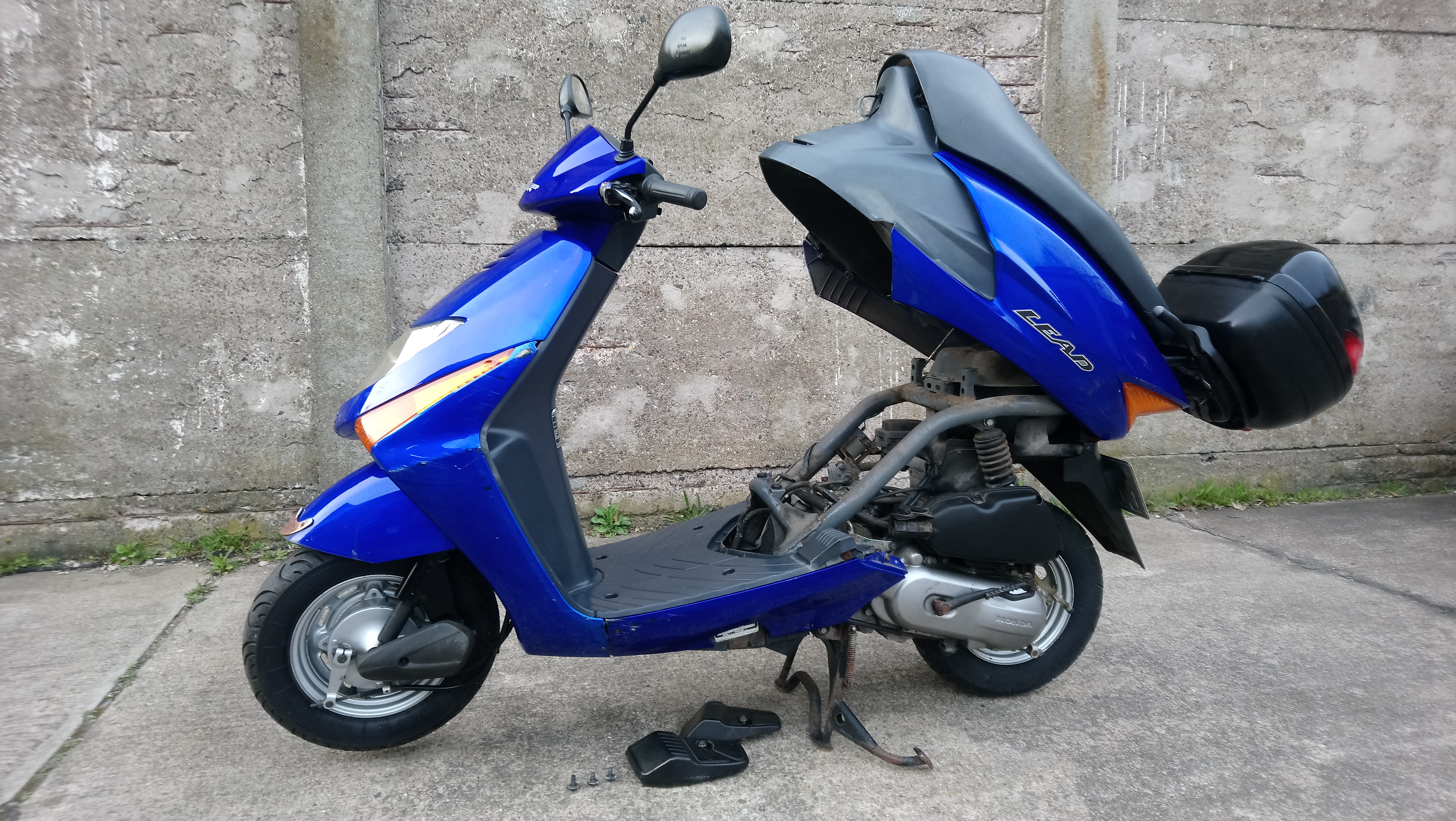
Roller in Wartungsstellung

## Nachfolgemodell
Der von 2008 bis 2010 produzierte Honda NHX 110 Lead (JF 19) ist das bislang letzte Modell der Lead-Serie. Der Roller verfügt über eine elektronische Benzin-Einspritzanlage und einen geregelten Katalysator. Die Leistung des 108-cm³-Einzylinder-Viertaktmotors wurde auf 6,6 kW / 9,0 PS angehoben. Die Höchstgeschwindigkeit beträgt weiterhin 81 km/h. Bei der Vorderradaufhängung wurde auf Telegabel umgestellt. Das 2010er Modell kostete laut Liste 2040 Euro.